# Żłobek (pomoc społeczna)

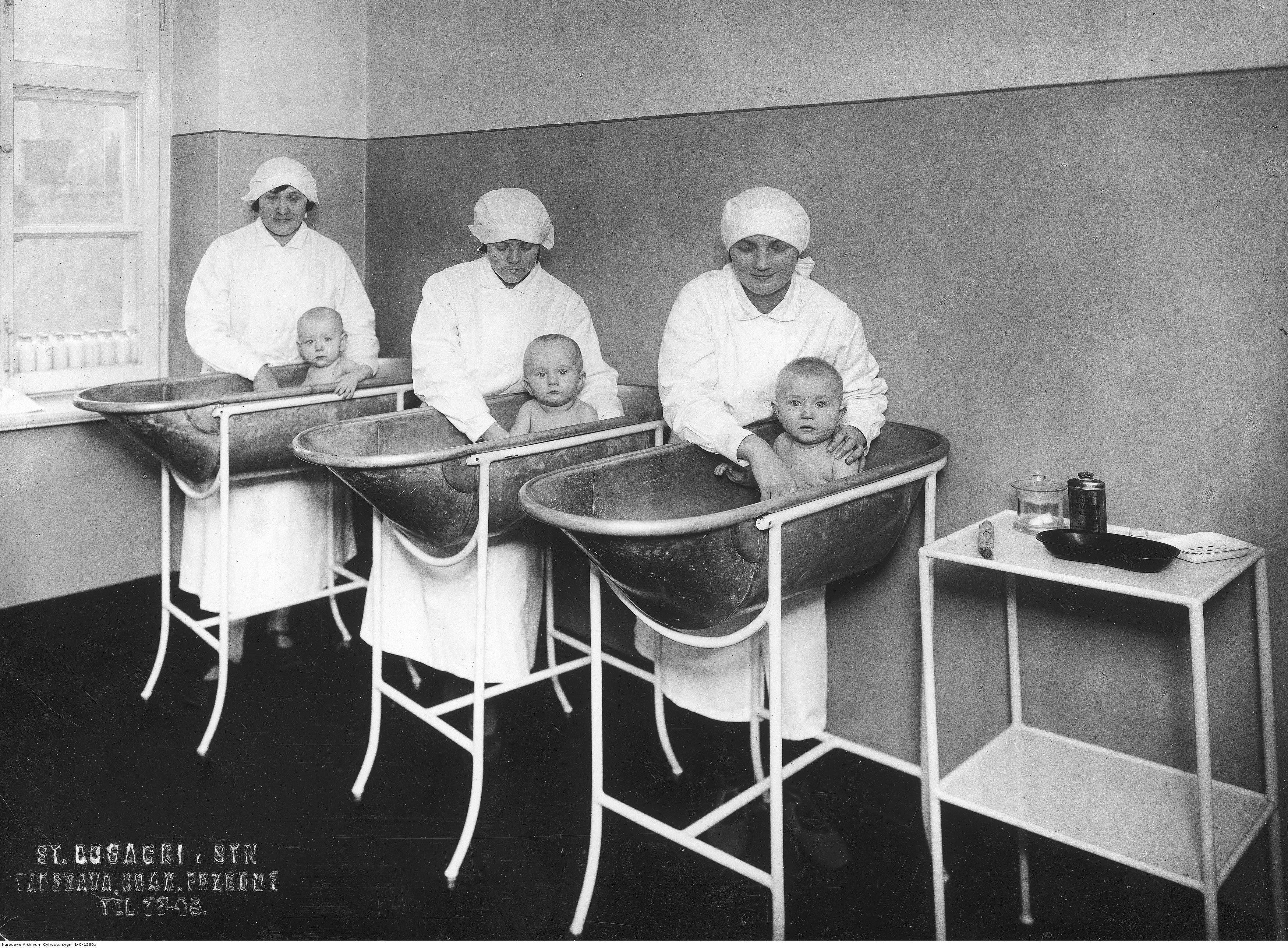
Warszawski żłobek w okresie międzywojennym

Żłobek – zakład opiekuńczy funkcjonujący w ramach struktur pomocy społecznej (w przeszłości opieki zdrowotnej) dla dzieci w wieku od 20 tygodni do około trzech lat, których rodzice lub opiekunowie pracują poza domem. Żłobek zapewnia dzieciom żywienie, zabiegi pielęgnacyjno-zdrowotne, opiekę wychowawczą oraz niekiedy zajęcia edukacyjne (m.in. języki obce, basen, rytmika).
Działalność żłobków w Polsce reguluje ustawa o opiece nad dziećmi do lat 3.